# Región de Kaolack
La Región Kaolack de Senegal bordea Gambia y es un punto de visita usual al viajar entre Dakar y Banjul.
La ciudad de Kaolack con una población de 150.961 (1988) es el centro administrativo de la región. Kaolack en un importante centro para el comercio y la exportación del maní.

## Departamentos con población en noviembre de 2013
- Departamento de Guinguinéo 115,184
- Departamento de Kaolack 488,765
- Departamento de Nioro du Rip 356,927

- Datos: Q847671
- Multimedia: Kaolack Region / Q847671